# گل و سنگ (فیلم)
گل و سنگ (به هندی: Phool Aur Patthar) فیلمی محصول سال ۱۹۶۶ و به کارگردانی رامش سیگال است. در این فیلم بازیگرانی همچون مینا کوماری، درمندرا، شاشیکالا، او.پی. رالهان، لالیتا پاوار، تون تون، لیلا چیتنیس، افتخار ایفای نقش کرده‌اند.